# モロガ公国
モロガ公国（ロシア語: Моложское княжество）は、14 - 15世紀にかけて存在した、ルーシの諸公国の一つである。モロガ川流域を所領とし、首都はモロガ(ru)という都市であった。現在は、首都を含む公国領の大部分がルィビンスク貯水湖(ru)の湖底に沈んでいる。

## 歴史
モロガ公国は、1321年にヤロスラヴリ公ダヴィドが死亡したのちに、長男のヴァシリー(ru)がヤロスラヴリ公国を継承し、次男のミハイルが分領公国として分離・継承したことで成立した。その領域はウスチュジナを含むモロガ川流域、またベラヤ・ユガ川からユホチ川までであった。
首都モロガは水路の便に恵まれた都市であった。また、ミハイルの治世期には、モロガ川河口から約50kmの位置にあった都市ホロピー・ゴロドク(ru)で、国際的な商取引（モロガのヤルマルカ(ru)）が行われていた。ミハイル政権の終焉は明らかでなく（おそらく1362年と推定される）、フョードル、イヴァン、レフという3人の子の名が記されるのみである。
13世紀後半のモスクワ大公ドミトリー・ドンスコイと共に、モロガ公がジョチ・ウルスのハン・ムリード(ru)のもとへ出向した記録がある。1380年、モロガ公国軍はモスクワ大公国に助成し、クリコヴォの戦いに右翼の一軍として参加した。1386年にはノヴゴロドでの叛乱を鎮めるための遠征に参加した。また、1397年にはモロガ公フョードルの娘がトヴェリ大公アレクサンドルに嫁いでいる。フョードルは1408年に死亡した。
フョードルの死後、その子たちの分割相続によってシチ公国、プロゾロフ公国が分離した。モロガ公国は長男のドミトリー、その子ピョートルへと継承されていった。モロガ公国は、最終的にはモスクワ大公イヴァン3世に従属して消滅した。